# Bolotnoe
Bolotnoe (in lingua russa Болотное) è una città situata nell'Oblast' di Novosibirsk, in Russia, a 126 chilometri a nord dal capoluogo del territorio, Novosibirsk. Nel 2005 Bolotnoe contava 17.600 abitanti, nel 2002 contava 18.170 abitanti e nel 1989 contava 20.006 abitanti, quindi la città ha avuto un notevole calo demografico. Bolotnoe è stata fondata nel 1802 come insediamento nei pressi della ferrovia siberiana (in lingua russa Сибирский тракт). Ricevette lo status di città nel 1943.